# Alberto Escassi
Alberto Escassi Oliva (Malaga, 28 febbraio 1989) è un calciatore spagnolo, centrocampista o difensore del Marbella FC.